# Rhoptria pityata
Rhoptria pityata là một loài bướm đêm trong họ Geometridae.